# BNP Paribas de Nouvelle-Calédonie
O BNP Paribas de Nouvelle-Calédonie ou Challenger de Noumea é uma competição de tênis masculino, realizado em Noumea, Nova Caledônia, em piso duro, válido pelo ATP Challenger Tour, desde 2004.

## Edições

### Simples
| Ano  | Campeão              | Vice-Campeão             | Placar             |
| ---- | -------------------- | ------------------------ | ------------------ |
| 2020 | Jeffrey John Wolf    | Yūichi Sugita            | 6–2, 6–2           |
| 2019 | Mikael Ymer          | Noah Rubin               | 6–3, 6–3           |
| 2018 | Noah Rubin           | Taylor Fritz             | 7–5, 6–4           |
| 2017 | Adrian Mannarino (3) | Nikola Milojević         | 6–3, 7–5           |
| 2016 | Adrian Mannarino (2) | Alejandro Falla          | 5–7, 6–2, 6–2      |
| 2015 | Steve Darcis         | Adrián Menéndez-Maceiras | 6–3, 6–2           |
| 2014 | Alejandro Falla      | Steven Diez              | 6–2, 6–2           |
| 2013 | Adrian Mannarino     | Andrej Martin            | 6–4, 6–3           |
| 2012 | Jérémy Chardy        | Adrián Menéndez          | 6–4, 6–3           |
| 2011 | Vincent Millot       | Gilles Müller            | 7–6(8-6), 2–6, 6–4 |
| 2010 | Florian Mayer        | Flavio Cipolla           | 6–3, 6–0           |
| 2009 | Brendan Evans        | Florian Mayer            | 4–6, 6–3, 6–4      |
| 2008 | Flavio Cipolla       | Stéphane Bohli           | 6–4, 7–5           |
| 2007 | Michael Russell      | David Guez               | 6–0, 6–1           |
| 2006 | Gilles Simon (2)     | Rik de Voest             | 6–2, 5–7, 6–2      |
| 2005 | Gilles Simon         | Björn Phau               | 6–3, 6–0           |
| 2004 | Guillermo Cañas      | Todd Reid                | 6–4, 6–3           |

### Duplas
| Ano  | Campeões                                    | Vice-Campeões                               | Placar                           |
| ---- | ------------------------------------------- | ------------------------------------------- | -------------------------------- |
| 2020 | Andrea Pellegrino Mario Vilella Martínez    | Luca Margaroli Andrea Vavassori             | 7–6(7–1), 3–6, [12–10]           |
| 2019 | Dustin Brown Donald Young                   | André Göransson Sem Verbeek                 | 7–5, 6–4                         |
| 2018 | Hugo Nys Tim Pütz                           | Alejandro González Jaume Munar              | 6–2, 6–2                         |
| 2017 | Quentin Halys Tristan Lamasine              | Adrián Menéndez-Maceiras Stefano Napolitano | 7–6(11–9), 6–1                   |
| 2016 | Julien Benneteau Édouard Roger-Vasselin (2) | Gregoire Barrere Tristan Lamasine           | 7–6(7–4), 3–6, [10–5]            |
| 2015 | Austin Krajicek (2) Tennys Sandgren (2)     | Jarmere Jenkins Bradley Klahn               | 7–6(7–2), 6–7(5–7), [10–5]       |
| 2014 | Austin Krajicek Tennys Sandgren             | Ante Pavić Blaž Rola                        | 7–6(7–4), 6–3                    |
| 2013 | Samuel Groth Toshihide Matsui               | Artem Sitak Jose Statham                    | 7–6(8–6), 1–6, [10–4]            |
| 2012 | Sanchai Ratiwatana Sonchat Ratiwatana       | Axel Michon Guillaume Rufin                 | 6–0, 6–4                         |
| 2011 | Dominik Meffert Frederik Nielsen            | Flavio Cipolla Simone Vagnozzi              | 7–6(4), 5–7, [10–5]              |
| 2010 | Édouard Roger-Vasselin Nicolas Devilder     | Flavio Cipolla Simone Vagnozzi              | 5–7, 6–2, [10–6]                 |
| 2009 | Partida cancelada devido a chuva            | Partida cancelada devido a chuva            | Partida cancelada devido a chuva |
| 2008 | Flavio Cipolla Simone Vagnozzi              | Jan Mertl Martin Slanar                     | 6–4, 6–4                         |
| 2007 | Alex Kuznetsov Phillip Simmonds             | Thierry Ascione Édouard Roger-Vasselin      | 7–6(5), 6–3                      |
| 2006 | Alex Bogomolov Todd Widom                   | Lars Burgsmüller Denis Gremelmayr           | 3–6, 6–2, 10–6                   |
| 2005 | Stephen Huss Wesley Moodie                  | Jérôme Golmard Harel Levy                   | 6–3, 6–0                         |
| 2004 | Ashley Fisher Stephen Huss                  | Luke Bourgeois Vince Mellino                | 3–6, 6–4, 6–4                    |

## Ligações Externas
- Site oficial